# Ruben Sanadi
Ruben Karel Sanadi (sinh ngày 8 tháng 1 năm 1988 ở Biak, Indonesia) là một cầu thủ bóng đá người Indonesia hiện tại thi đấu cho Persipura Jayapura ở Indonesia Super League.

## Thống kê câu lạc bộ
| Câu lạc bộ         | Mùa giải | Super League | Super League | Premier Division | Premier Division | Piala Indonesia | Piala Indonesia | Tổng    | Tổng      |
| Câu lạc bộ         | Mùa giải | Số trận      | Bàn thắng    | Số trận          | Bàn thắng        | Số trận         | Bàn thắng       | Số trận | Bàn thắng |
| ------------------ | -------- | ------------ | ------------ | ---------------- | ---------------- | --------------- | --------------- | ------- | --------- |
| Pelita Jaya FC     | 2010-11  | 22           | 0            | -                | -                | -               | -               | 22      | 0         |
| Pelita Jaya FC     | 2011-12  | 29           | 0            | -                | -                | -               | -               | 29      | 0         |
| Persipura Jayapura | 2013     | 21           | 1            | -                | -                | -               | -               | 21      | 1         |
| Tổng               | Tổng     | 72           | 1            | -                | -                | -               | -               | 72      | 1         |